# Sonorama 2008

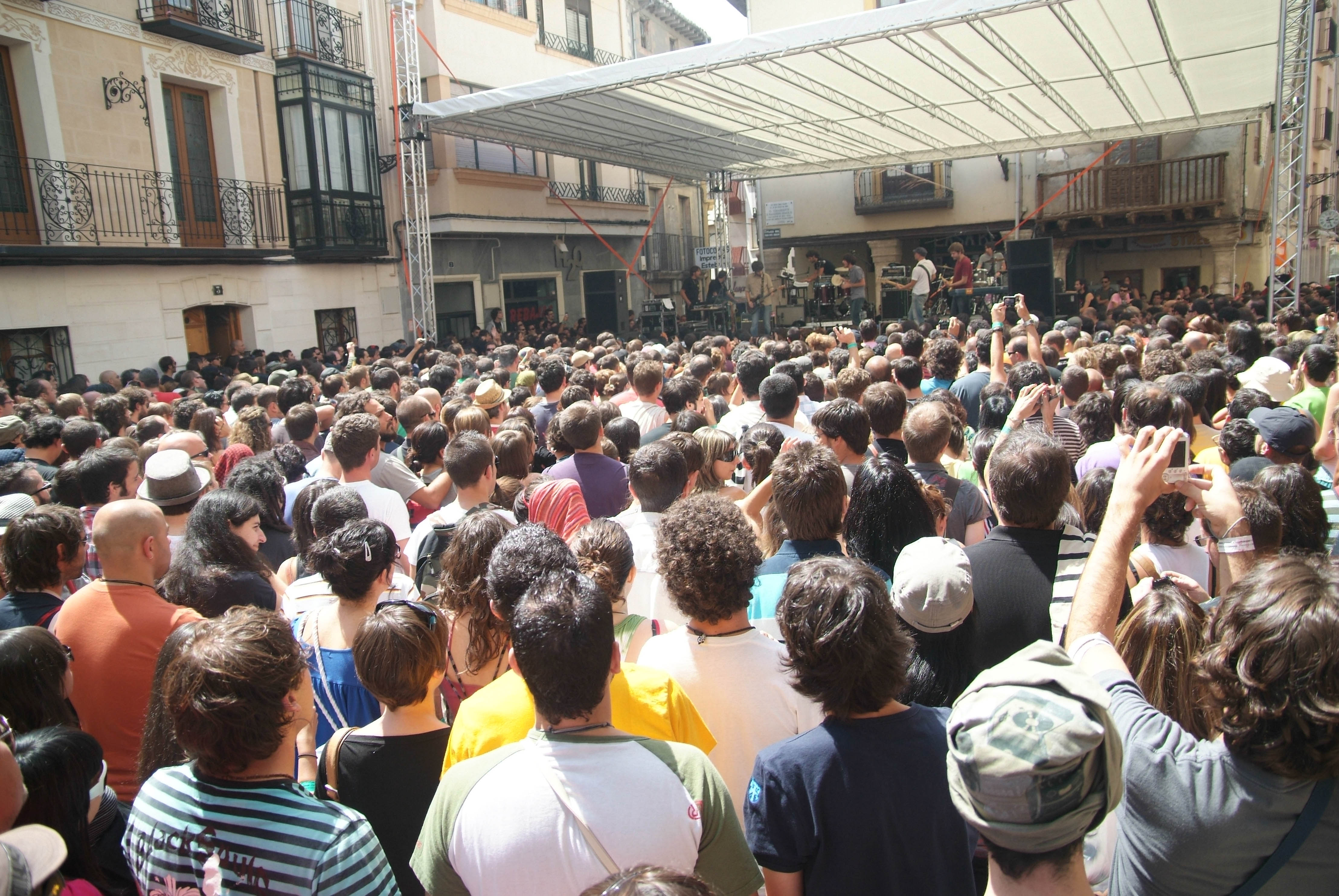
Vetusta Morla en su actuación de 2008. Foto Jacobo Revenga

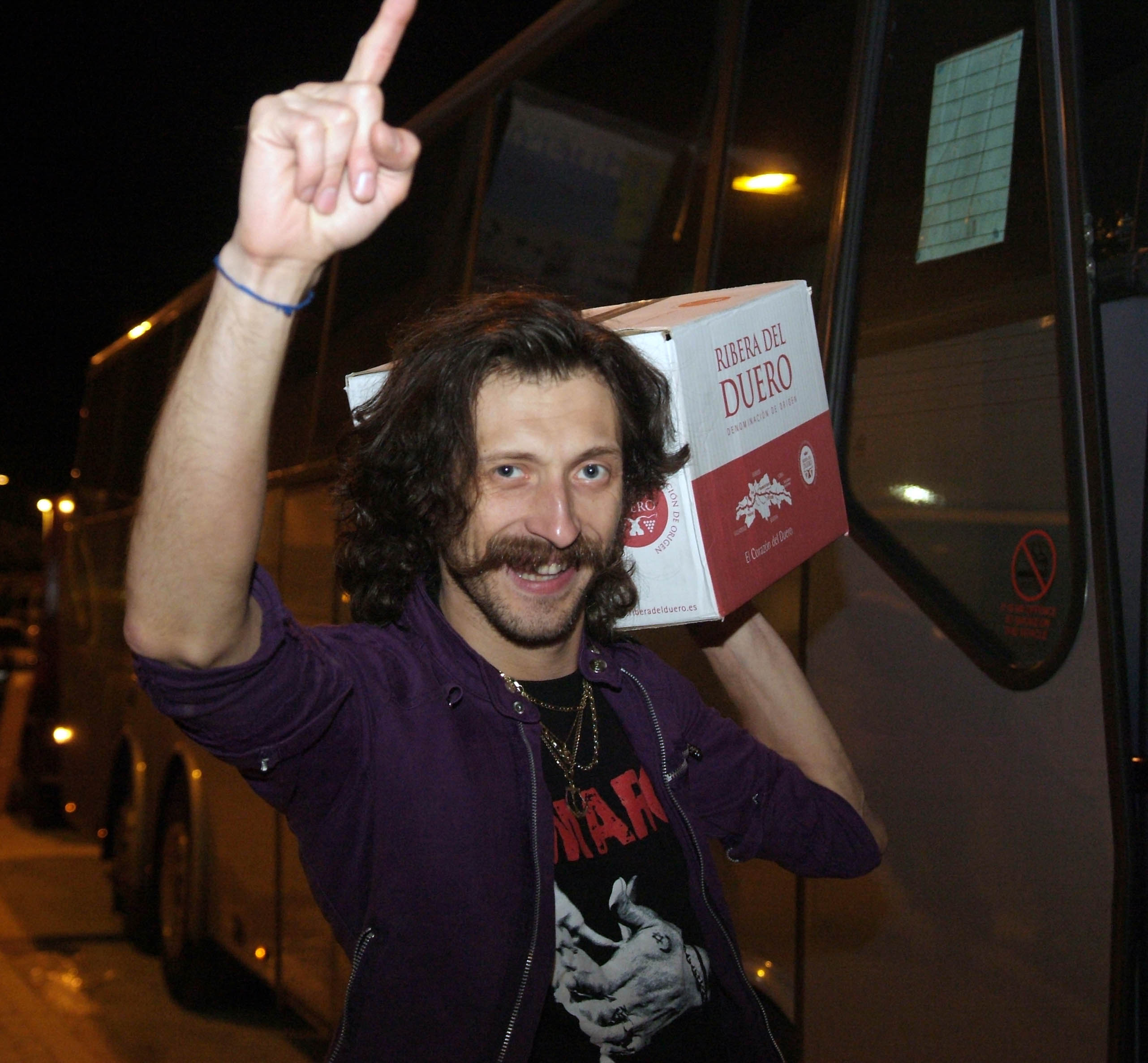
Eugene Hütz, el cantante de Gogol Bordello, justo después de su actuación en 2008. Foto Jacobo Revenga

Sonorama 2008 fue la XI edición del Festival Sonorama, llevada a cabo en la ciudad de Aranda de Duero (Provincia de Burgos), del 14 al 16 de agosto de 2008, y organizada por la Asociación, sin ánimo de lucro, "Art de Troya". Tal edición contó con la presencia de una treintenta de grupos y más de 20.000 asistentes durante los 3 días de conciertos.
Lugar: Recinto Ferial y Plaza del Trigo.
Características: El festival pasa a denominarse: "Sonorama Ribera".

## Grupos
| Jueves 14 de agosto - Layabouts - Adrede - Standstill - Lucas 15 - The Right Ons - Josele Santiago | Viernes 15 de Agosto - Dinero - Russian Red - Los Hombrecillos Verdes - Tachenko - Cooper - The Gift (banda)1The Gift - Niños Mutantes - Lori Meyers - Facto Delafé y las Flores Azules - Nada Surf - Sidonie - Gogol Bordello - Triángulo de Amor Bizarro | Sábado 16 de agosto - Souvenir - Aaron Thomas - Vetusta Morla - Fumestones - Grupo de Expertos Solynieve - Love of Lesbian - Quique González - Jet Lag - Iván Ferreiro - El Columpio Asesino - Deluxe - Lagartija Nick - Najwajean:Najwa Nimri+Carlos Jean - Krakovia |

## Premios y reconocimientos
- Elegido, la edición de 2008, como 5º mejor festival de España, por los lectores de la revista Mondosonoro.